# یوشی هیمه
یوشی هیمه (به ژاپنی: 義姫 Yoshihime); 1548 – ۱۳ اوت ۱۶۲۳) یک زن اشرافی و دختر موگامی یوشینوری در زمان شوگون‌سالاری توکوگاوا بود. او با داته ترومونه ازدواج کرد و داته ماسامونه را به دنیا آورد.